# Meristogenys maryatiae
Meristogenys maryatiae é uma espécie de anfíbio anuro da família Ranidae. Está presente em Malásia. A UICN classificou-a como deficiente de dados.